# Skigebiete der Rhön
Die Skigebiete der Rhön bezeichnen die für den Skisport eingerichteten Gebiete des Mittelgebirges.
Durch die klimatischen Bedingungen kann in der gesamten Rhön Ski als Wintersport betrieben werden. Es existieren neben den Pisten, die sich vor allem um Bischofsheim in der Rhön und Gersfeld befinden, auch Loipen, die teilweise an touristischen Orten wie dem Schwarzen Moor entlangführen. Skispringen kann an der Kreuzbergschanze am gleichnamigen Berg betrieben werden.

## Pisten
Wie oben genannt, ist dieser Sportbereich um Bischofsheim (Skigebiet Kreuzberg) und Gersfeld (in der Nähe die Ski- und Rodelarena Wasserkuppe) anzutreffen.

### Bayerische Seite

#### Die großen Gebiete um den Kreuzberg
Auf bayerischer Seite sind die großen Skigebiete vor allem um den Kreuzberg zu finden sind. Dies tritt vor allem durch die Lage und dem dadurch verbundenen Mikro-Klima auf.

##### Arnsberg
Das Skigebiet umfasst den Nordhang des Arnsberges und liegt bei dem Bischofheimer Ortsteil Oberweißenbrunn. Es existieren zwei Lifte und für die kleinen Anfänger ein Kinderlift. Die Pisten bestehen aus vier blauen und zwei roten Pisten und links des A II ist jeden Winter eine Halfpipe aufgebaut.
Die rote Piste „Scheesgrüble“ ist für DSV Punkterennen zugelassen ist und der Berg besitzt laut Angabe die erste Profi-Ski-Schule der gesamten Rhön.
| Kehlwald:     | Länge: 1500 Meter, | Schwierigkeit: mittel |
| Schneesgrübe: | Länge: 1400 Meter, | Schwierigkeit: mittel |
| Riesehägle:   | Länge: 2200 Meter, | Schwierigkeit: leicht |

| Ziegelberg links:  | Länge: 0950 Meter, | Schwierigkeit: mittel |
| Ziegelberg rechts: | Länge: 1000 Meter, | Schwierigkeit: mittel |

##### Kreuzberg
Das Skigebiet ist das größte in der Rhön und aufgrund der Länge und Steilheit der Pisten eines der anspruchsvollsten. Das Skigebiet umfasst vier Lifte, wobei einer mit einer Länge von 1408 Meter der längste in der Rhön ist. Die Abfahrten der Skilifte haben Längen von 250 bis 3000 Meter und erstrecken sich insgesamt auf etwa 15 Pistenkilometer.
| Fischzucht:              | Länge: 1700 Meter, | Schwierigkeit: mittel bis schwer |
| Wieslich:                | Länge: 1460 Meter, | Schwierigkeit: schwer            |
| Kanonenrohr und Käuling: | Länge: 1800 Meter, | Schwierigkeit: mittel            |
| Große Familienabfahrt:   | Länge: 2600 Meter, | Schwierigkeit: leicht            |
| Steilkäuling:            | Länge: 3000 Meter, | Schwierigkeit: mittel bis schwer |

| Blick Haflinger Alm:   | Länge: 620 Meter, | Schwierigkeit: mittel |
| Blick II:              | Länge: 630 Meter, | Schwierigkeit: mittel |
| Blick Familienabfahrt: | Länge: 940 Meter, | Schwierigkeit: leicht |

| Rothang I:               | Länge: 580 Meter, | Schwierigkeit: mittel |
| Rothang II:              | Länge: 580 Meter, | Schwierigkeit: mittel |
| Rothang Familienabfahrt: | Länge: 890 Meter, | Schwierigkeit: leicht |

##### Feuerberg
Anzufinden sind die Lifte in Sandberg/Langenleiten in Richtung Wildflecken am Nordhang des gleichnamigen Berges. Auch wenn etwas abseits, war dies ein beliebter Berg für Profis aus der Gegend. Die Pisten erinnern stark an alpine Pisten, was besonders die leidenschaftlichen Alpinskifahrer erfreut. Der Berg besitzt als einziger Berg der Rhön einen Sessellift. Dazu kommen noch ein gleich langer Schlepplift und einer, der auf halber Höhe beginnt, zudem noch ein Übungslift.
Die Anlagen sind seit 2016 wegen mangelnder Rentabilität stillgelegt.
| Hauptabfahrt: | Länge: 1500 Meter, | Schwierigkeit: mittel |

#### Die Kleinen
Neben den großen gibt es auch kleinere Skigebiete mit nur wenigen Liften aber oft auch nur kurzen Wartezeiten.

##### Ilmenberg
Der Skilift befand sich bei der Thüringer Hütte auf 720 bis 785 Meter nahe dem Ostheimer Stadtteil Urspringen und war damit im Gegensatz zu den anderen sehr abseits gelegen. Wie die meisten Lifte der Rhön besaß er Nordlage. Vor allem Familien und Anfänger nutzten den Lift. Der Lift bediente vier Abfahrten von leicht bis mittelschwer. Zudem besaß die Anlage neben dem Rothanglift am Kreuzberg als einzige auf bayerischer Seite Flutlicht. 2015/16 fand die letzte Saison am Ilmenbergift statt. Die Anlage wurde nach 45 Jahren außer Betrieb genommen.

##### Farnsberg
Am Farnsberg befanden sich zwei Lifte. Das Gebiet war trotz der exponierten Lage vor allem für die im Sinntal Wohnenden wegen der Nähe interessant. Ein Bügelumlauflift befand sich oberhalb des Berghauses Rhön im Gipfelbereich des Farnsberges, der zweite Bügelumlauflift stand am Erlenbrunnen. Beide Skilifte bedienten leichte Abfahrten, die für Anfänger geeignet waren. Beide Skilifte wurden inzwischen stillgelegt.

##### Schwedenwall
Am sogenannten Schwedenwall, von Bischofsheim Richtung Rotes Moor, findet sich noch ein Schlepplift, der im Winter privat betrieben wird.

### Hessische Seite

#### Simmelsberg
Die Pisten vom Simmelsberg liegen bei dem Gersfelder Ortsteil Rodenbach nahe der bayerischen Grenze. Als einer von vier Liften wird er nur von Vereinen betrieben. Die Abfahrtsstrecke sei die steilste Strecke in Deutschland nördlich der Alpen und demnach steiler als eine Weltcup-Abfahrt. Zur Schwedenschanze hin, Südwestseite, befindet sich ein im Jahre 2007 neu errichteter Skilift, der vom SC Fulda betrieben wird.
| Rennstrecke:     | Länge: 1100 Meter, | Schwierigkeit: sehr schwer       |
| Waldabfahrt:     | Länge: 1400 Meter, | Schwierigkeit: mittel bis schwer |
| Slalomhang:      | Länge: 1400 Meter, | Schwierigkeit: mittel            |
| Familienabfahrt: | Länge: 1600 Meter, | Schwierigkeit: leicht            |

#### Um die Wasserkuppe
Das Gebiet um die Wasserkuppe umfasst die meisten Liftanlagen der Rhön. Auch kann man hier recht lange dank der Flutlichtanlage Ski fahren (bis 22:00 Uhr).

##### Wasserkuppe
| Rennstrecke:     | Länge: 0900 Meter, | Schwierigkeit: schwer |
| Familienabfahrt: | Länge: 1200 Meter, | Schwierigkeit: mittel |

##### Zuckerfeld
Die Pisten am Zuckerfeld sind eine der wenigen mit Südlage. Zudem gibt es eine Flutlichtanlage und den größten Snowboard Funpark der Rhön.
| Abfahrt 1: | Länge: 0600 Meter, | Schwierigkeit: mittel |
| Abfahrt 2: | Länge: 0700 Meter, | Schwierigkeit: mittel |
| Abfahrt 3: | Länge: 0800 Meter, | Schwierigkeit: mittel |
| Abfahrt 4: | Länge: 1000 Meter, | Schwierigkeit: leicht |

#### Kesselrain
Auf der Nordseite des Heidelsteins, am Kesselrain, befinden sich zwei hintereinanderliegende Bügelumlauflifte die von einem Verein betrieben werden. Sie liegen nahe der bayerischen Grenze.

## Skilifte
| Skigebiet/(Berg)              | Land | Skilift                      | Verein/Betreiber             | Art des Liftes  | Bau- jahr | Länge (m) | HU (m) | Tal (m) | Berg (m) | Hang- lage | Flut- licht |
| ----------------------------- | ---- | ---------------------------- | ---------------------------- | --------------- | --------- | --------- | ------ | ------- | -------- | ---------- | ----------- |
| Arnsberg                      | BY   | Arnsberglift 1               | Skilifte am Arnsberg         | Schlepplift     | 1966      | 1200      | 248    | 595     | 843      | N          | nein        |
| Arnsberg                      | BY   | Arnsberglift 2 (links)       | Skilifte am Arnsberg         | Schlepplift     | 1972      | 850       | 142    | 698     | 840      | NO         | nein        |
| Arnsberg                      | BY   | Arnsberglift 2 (rechts)      | Skilifte am Arnsberg         | Schlepplift     | 1972      | 850       | 142    | 698     | 840      | NO         | nein        |
| Arnsberg                      | BY   | Kinderlift                   | Skilifte am Arnsberg         | Bügelumlauflift | –         | 70        | 10     | 595     | 605      | N          | nein        |
| Buchschirm                    | HE   | Buchschirmlift               | –                            | Tellerlift      | –         | 250       | 45     | 545     | 590      | NW         | nein        |
| Ski- und Rodelpark Ellenbogen | TH   | Snow-Tubing-Anlage           | –                            | Bügelumlauflift | –         | 290       | 20     | 780     | 800      | NO         | nein        |
| Farnsberg                     | BY   | Farnsberglift                | Reinhard Gros                | Bügelumlauflift | –         | 240       | 35     | 715     | 750      | NW         | nein        |
| Farnsberg                     | BY   | Skilift Erlenbrunnen         | Horst Becker                 | Bügelumlauflift | 1971      | 230       | 45     | 525     | 570      | N          | nein        |
| Kesselrain (Heidelstein)      | HE   | Skilift Heidelstein          | TSV-Skiclub Ehrenberg        | Bügelumlauflift | –         | 210       | 45     | 805     | 850      | N          | nein        |
| Kesselrain (Heidelstein)      | HE   | Skilift Heidelstein          | TSV-Skiclub Ehrenberg        | Bügelumlauflift | –         | 90        | 10     | 800     | 810      | N          | nein        |
| Hohe Geba                     | TH   | Schlepplift Träbes           | FVV Geba e. V.               | Bügelumlauflift | –         | 270       | 70     | 650     | 720      | O          | nein        |
| Schwedenwall (Hohe Hölle)     | BY   | Skilift Schwedenwall         | WSC Privatlift               | Schlepplift     | 1965      | 220       | 53     | 775     | 830      | NO         | nein        |
| Ilmenberg                     | BY   | Ilmenberglift                | Familie Schleicher           | Schlepplift     | 1971      | 340       | 65     | 720     | 785      | NO         | ja          |
| Kreuzberg                     | BY   | Blicklift                    | Skilifte Kreuzberg           | Schlepplift     | 1958      | 540       | 110    | 780     | 890      | N          | nein        |
| Kreuzberg                     | BY   | Rothanglift                  | Skilifte Kreuzberg           | Schlepplift     | 1963      | 470       | 100    | 775     | 875      | NW         | ja          |
| Kreuzberg                     | BY   | Dreitannenlift               | Skilifte Kreuzberg           | Schlepplift     | 1964      | 1408      | 315    | 575     | 890      | NO         | nein        |
| Kreuzberg                     | BY   | Fischzuchtlift               | Familienbetrieb              | Bügelumlauflift | 1970      | 190       | 40     | 600     | 640      | NO         | nein        |
| Simmelsberg                   | HE   | Schlepplift Simmelsberg      | Ski-Club Hanau               | Schlepplift     | 1965      | 600       | 175    | 668     | 843      | NO         | nein        |
| Simmelsberg                   | HE   | Eberhard Rother-Übungslift   | Ski-Club Hanau               | Bügelumlauflift | 2008      | 100       | 15     | 675     | 690      | NO         | nein        |
| Simmelsberg                   | HE   | Tellerlift Rothenbergen      | Skigemeinschaft-Kinzigtal    | Tellerlift      | 1968      | 450       | 85     | 695     | 780      | NO         | nein        |
| Simmelsberg                   | HE   | Schlepplift                  | Ski-Club „Rhön“ Fulda        | Tellerlift      | 2007      | 454       | 84     | 725     | 810      | SW         | ja          |
| Simmelsberg                   | HE   | Kinderlift                   | Ski-Club „Rhön“ Fulda        | Seillift        | 1993      | 40        | 10     | 760     | 770      | SW         | nein        |
| Wasserkuppe                   | HE   | Panoramalift                 | Josef Wiegand Skiliftbetrieb | Schlepplift     | 1963      | 516       | 115    | 805     | 920      | NO         | ja          |
| Wasserkuppe                   | HE   | Märchenwiesenlift            | Josef Wiegand Skiliftbetrieb | Schlepplift     | 1969      | 613       | 110    | 820     | 930      | NO         | ja          |
| Wasserkuppe                   | HE   | Paradisolift                 | Josef Wiegand Skiliftbetrieb | Schlepplift     | 1971      | 570       | 90     | 830     | 920      | NO         | ja          |
| Wasserkuppe                   | HE   | Schlittenlift WieLi          | Josef Wiegand Skiliftbetrieb | Schlittenlift   | 2006      | 550       | –      | –       | –        | NO         | nein        |
| Wasserkuppe                   | HE   | „Zauberteppich“              | Josef Wiegand Skiliftbetrieb | Förderband      | 2006      | 100       | –      | –       | –        | NO         | nein        |
| Wasserkuppe (Abtsroda)        | HE   | Rhönlift                     | Josef Wiegand Skiliftbetrieb | Schlepplift     | 1972      | 750       | 180    | 720     | 900      | NW         | nein        |
| Wasserkuppe                   | HE   | Verbindungslift Abtsrodalift | Josef Wiegand Skiliftbetrieb | Bügelumlauflift | 2005      | –         | –      | –       | –        | N          | nein        |
| Zuckerfeld (Wasserkuppe)      | HE   | Skilift Spielberg            | Skiclub Eiterfeld 1980       | Schlepplift     | 1954      | 250       | 50     | 695     | 745      | SO         | nein        |
| Zuckerfeld (Wasserkuppe)      | HE   | Skilift Zuckerfeld           | Jörges & Schneemann GbR      | Schlepplift     | 1970      | 540       | 90     | 715     | 805      | SO         | ja          |

## Stillgelegte Skilifte
| Berg/Skigebiet | Land | Skilift               | Verein/Betreiber                     | Art des Liftes  | Bau- jahr | Länge (m) | HU (m) | Tal (m) | Berg (m) | Hang- lage | Flut- licht |
| -------------- | ---- | --------------------- | ------------------------------------ | --------------- | --------- | --------- | ------ | ------- | -------- | ---------- | ----------- |
| Eube           | HE   | Skilift „Guckaisee“   | Seit 1992 stillgelegt                | Schlepplift     | 1968      | 500       | 110    | 700     | 810      | N          | nein        |
| Feuerberg      | BY   | Osthanglift           | Stillgelegt, abgebaut                | –               | –         | 170       | 10     | 810     | 820      | O          | nein        |
| Feuerberg      | BY   | Sesselbahn            | 2016 stillgelegt                     | Sessellift      | 1967      | 900       | 250    | 580     | 830      | NO         | nein        |
| Feuerberg      | BY   | Kreuzhanglift         | 2016 stillgelegt                     | Schlepplift     | 1969      | 470       | 100    | 730     | 830      | NO         | nein        |
| Feuerberg      | BY   | Wurzelbrunnenlinft    | 2016 stillgelegt                     | Schlepplift     | 1981      | 900       | 225    | 590     | 815      | NO         | nein        |
| Feuerberg      | BY   | Tallift               | 2016 stillgelegt                     | Bügelumlauflift | –         | 90        | 20     | 590     | 610      | NO         | nein        |
| Kreuzberg      | BY   | Klosterlift           | Stillgelegt, abgebaut                | –               | –         | 230       | 25     | 830     | 855      | NW         | nein        |
| Romerserberg   | HE   | Skilift Kippelbach    | Seit etwa 2002 stillgelegt, abgebaut | Schlepplift     | 1989      | 804       | 160    | 695     | 855      | N          | nein        |
| Romerserberg   | HE   | Skilift Kippelbach 2? | Stillgelegt, abgebaut                | –               | –         | 310       | 65     | 705     | 770      | N          | nein        |
| Simmelsberg    | HE   | Schlepplift           | Ersetzt, abgebaut, jetzt SC Hanau    | Bügelumlauflift | 1970      | 350       | 60     | 730     | 790      | SW         | nein        |

## Skischanzen
- Kreuzbergschanze
- Wintersportgebiet Simmelsberg